# Джесопалена
Джесопалѐна (на италиански: Gessopalena, на местен диалект lù Jèssë, лу Йесъ) е село и община в Южна Италия, провинция Киети, регион Абруцо. Разположен е на 654 m надморска височина. Населението на общината е 1650 души (към 2010 г.).